# Un Leone su Marte
Un Leone su Marte è un album del 2004 di Leone Di Lernia.

## Tracce
1. Zoo cambia Canalis
2. Un Leone su Marte (Looking 4 A Good Time)
3. Dormi
4. Sessant'anni
5. Quanto sei ignorante
6. Partite truccate
7. Il fumo fa morire
8. Se quest'anno al mare
9. Sfigato
10. Leone, Leone sei un terrone
11. Il presidente
12. Lo zoo
13. Pappagallo
14. È una pernacchia